# Iwan Kramskoj

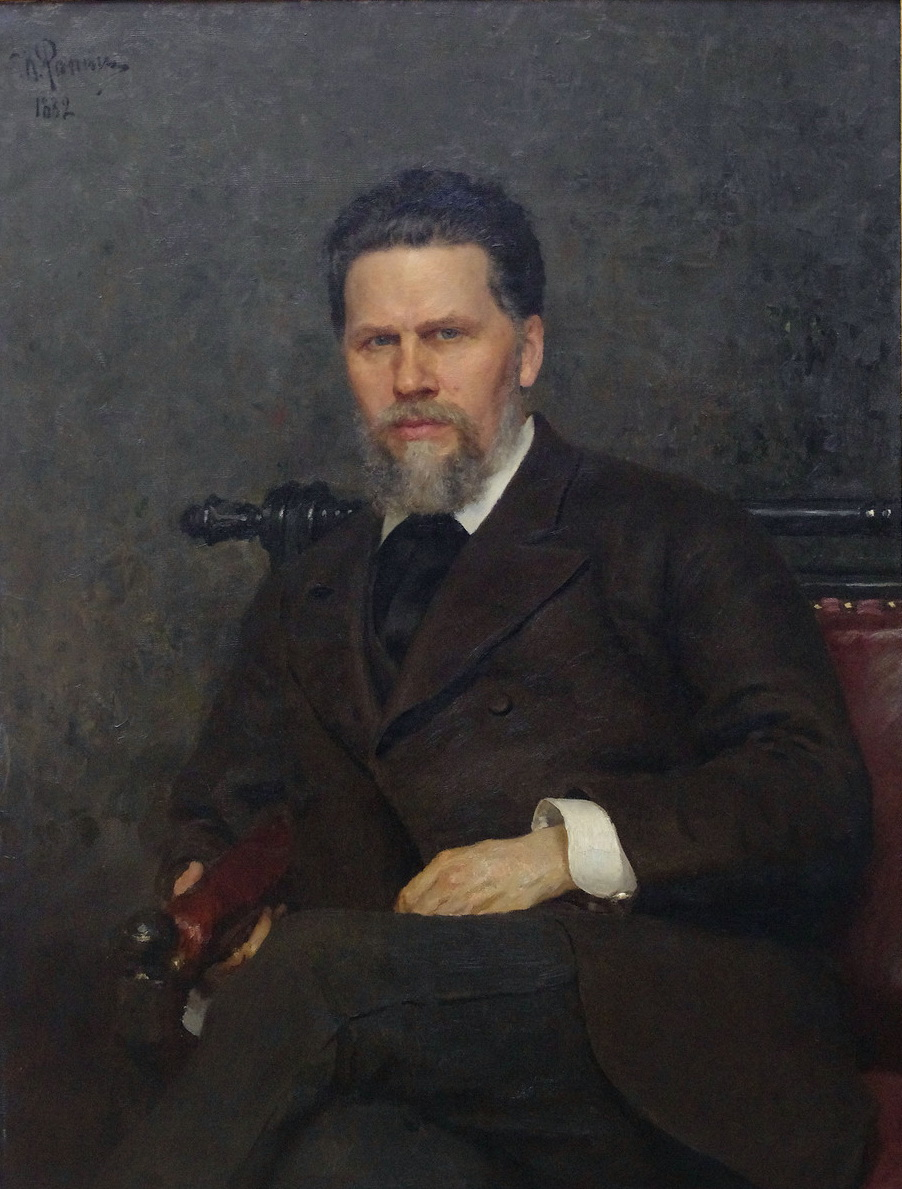
Ilja Riepin, Portret Iwana Kramskiego, 1882

Iwan Nikołajewicz Kramskoj (ros. Иван Николаевич Крамской; ur. 27 maja?/8 czerwca 1837 w miejscowości Nowaja Sat, zm. 25 marca?/6 kwietnia 1887 w Petersburgu) – rosyjski malarz, krytyk i działacz artystyczny. Jako malarz specjalizował się w tematyce historycznej. Malował portrety (m.in. Lwa Tołstoja w 1873, Nieznajoma w 1883), a także obrazy religijne i sceny rodzajowe.
Urodził się w miejscowości Nowaja Sat koło miasta Ostrogożsk w guberni woroneskiej, w rodzinie czynownika (urzędnika rosyjskiego). Od dzieciństwa interesował się sztuką i literaturą. Po ukończeniu szkoły pracował jako skryba, potem jako retuszer u fotografa, z którym podróżował po Rosji. W 1857 przyjechał do Petersburga, pracował w sklepie A. Deniera. Jesienią tego roku rozpoczął studia artystyczne, był uczniem A. Markowa. Za obraz Mojżesz wydobywa wodę ze skały (1863) otrzymał mały złoty medal.
W ciągu lat nauki zebrał wokół siebie dużą grupę młodzieży. Stanął m.in. na czele jednego ze strajków studentów. Był współzałożycielem i ideowym przywódcą grupy pieriedwiżników (prądu realistyczno-demokratycznego w malarstwie rosyjskim w II połowie XIX wieku).
Na prośbę Pawła Trietiakowa namalował portret Lwa Tołstoja. W trakcie pracy nad obrazem zaprzyjaźnił się z pisarzem. Tołstoj pod wpływem znajomości, stworzył nawet postać w swojej książce opartą na osobowości Kramskiego.

## Galeria

Wybrane prace Kramskiego
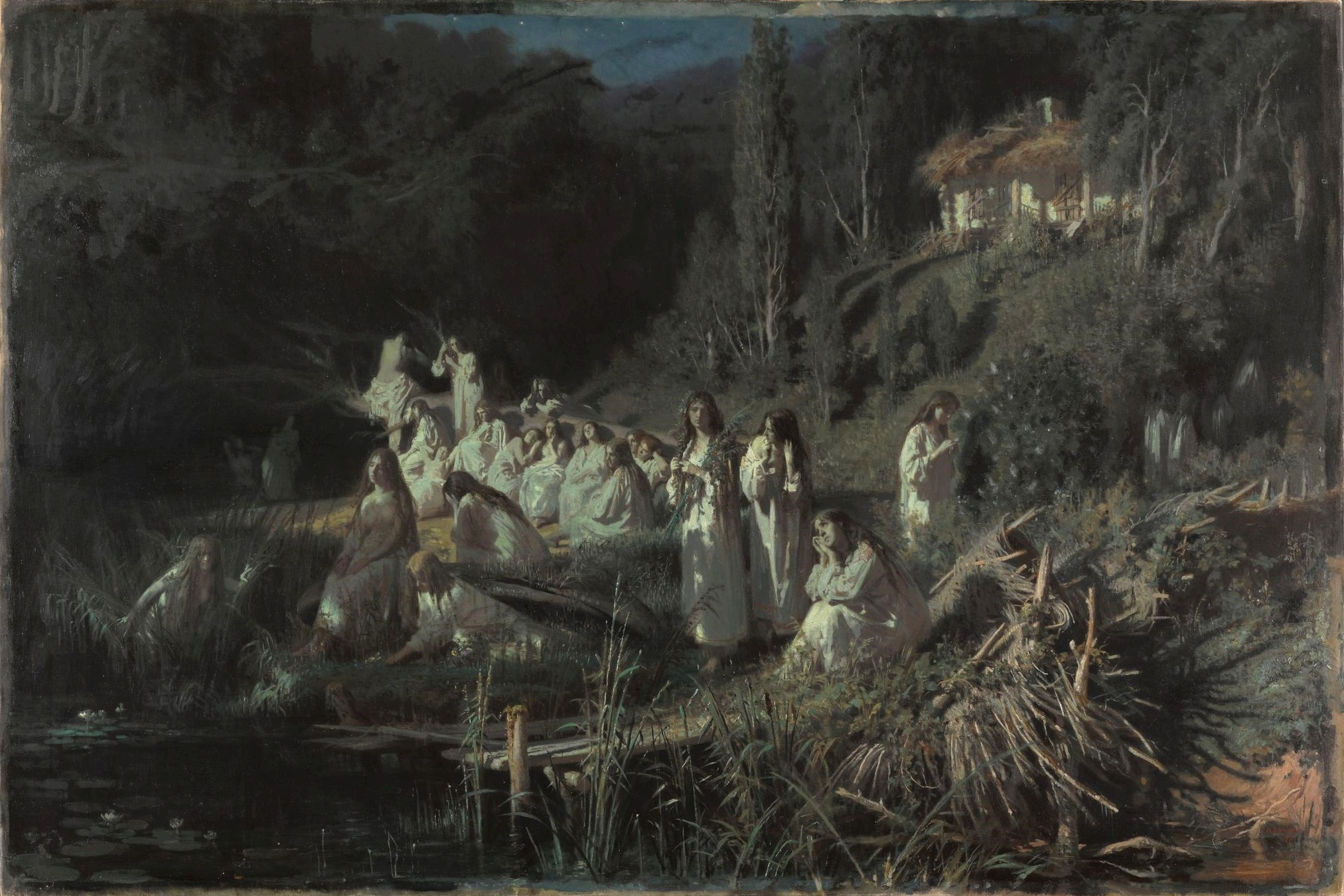
Rusałki, 1871
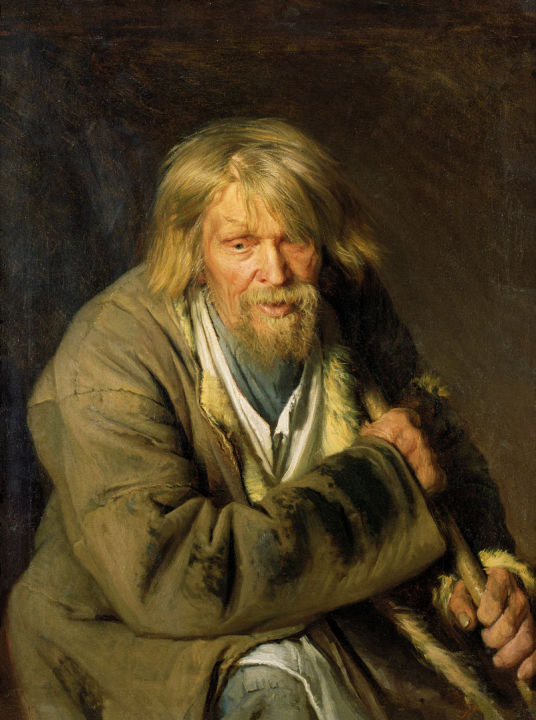
Stary człowiek z kulą, 1872
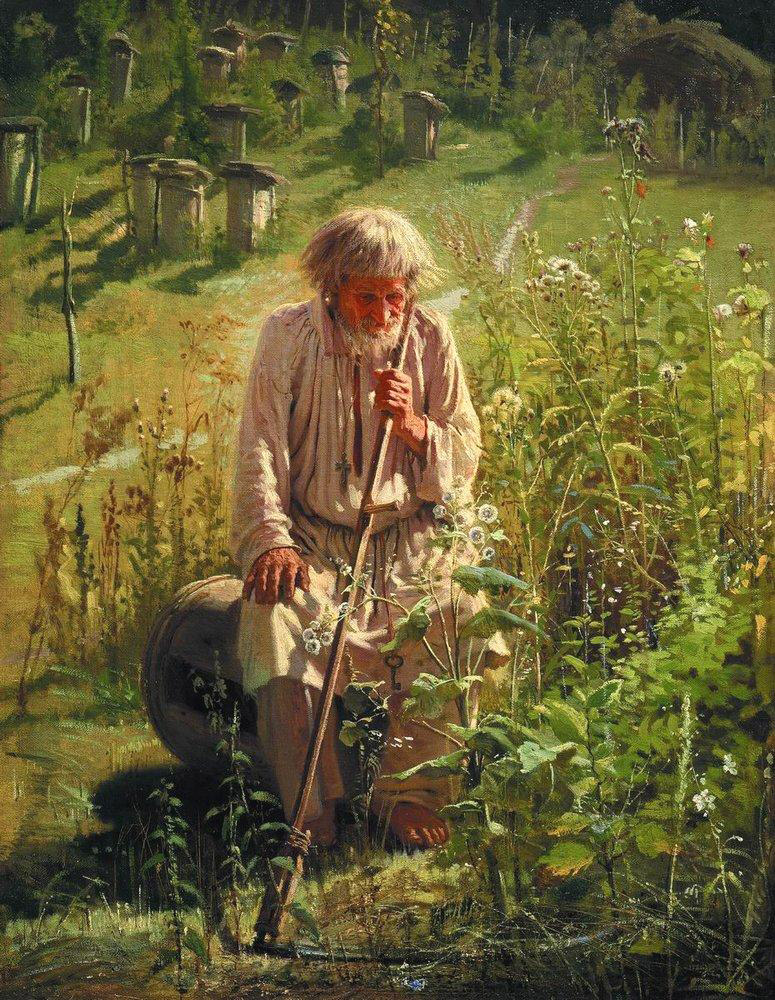
Pszczelarz, 1872
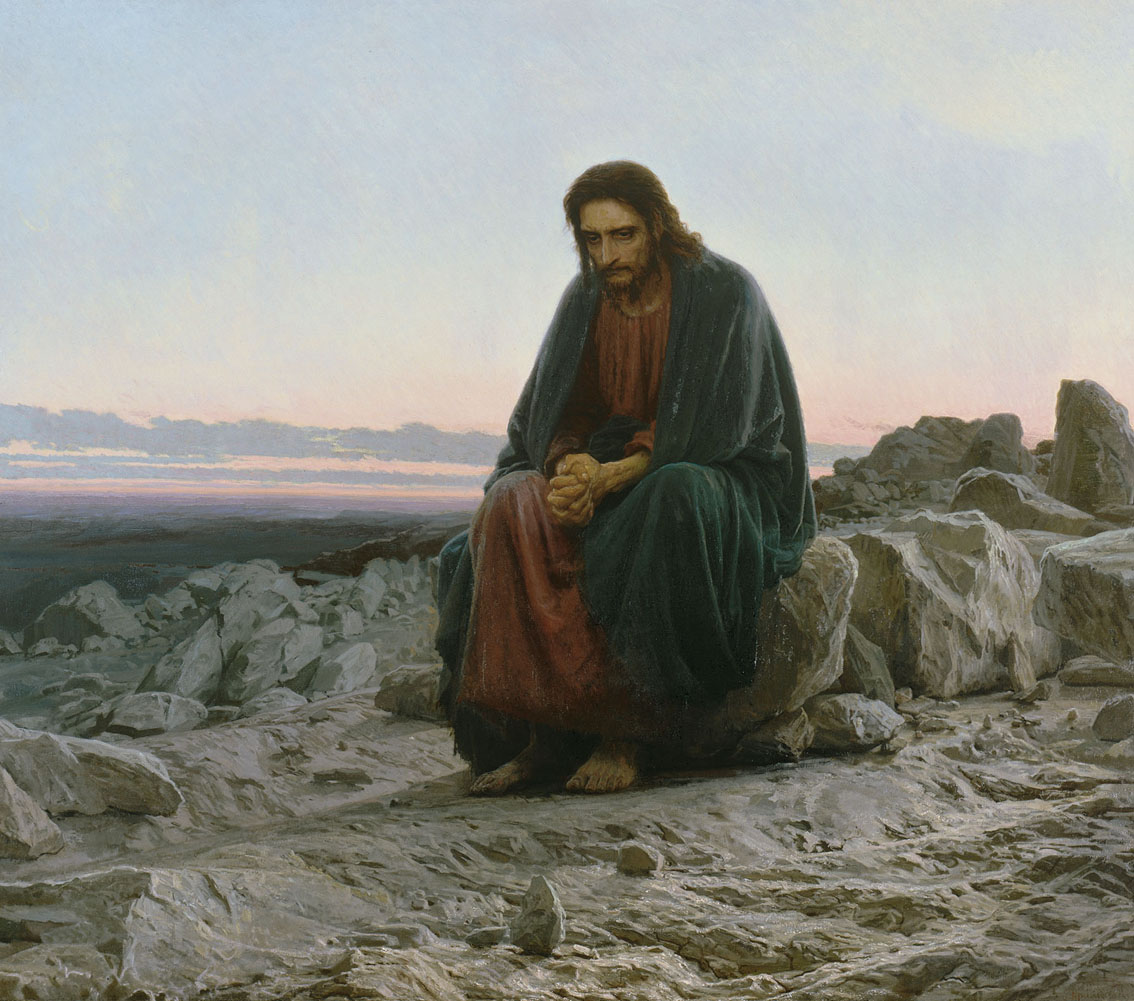
Chrystus na pustyni, 1872
Portret malarza Iwana Szyszkina, 1873
Lew Tołstoj, 1873
Iwan Szyszkin, 1880
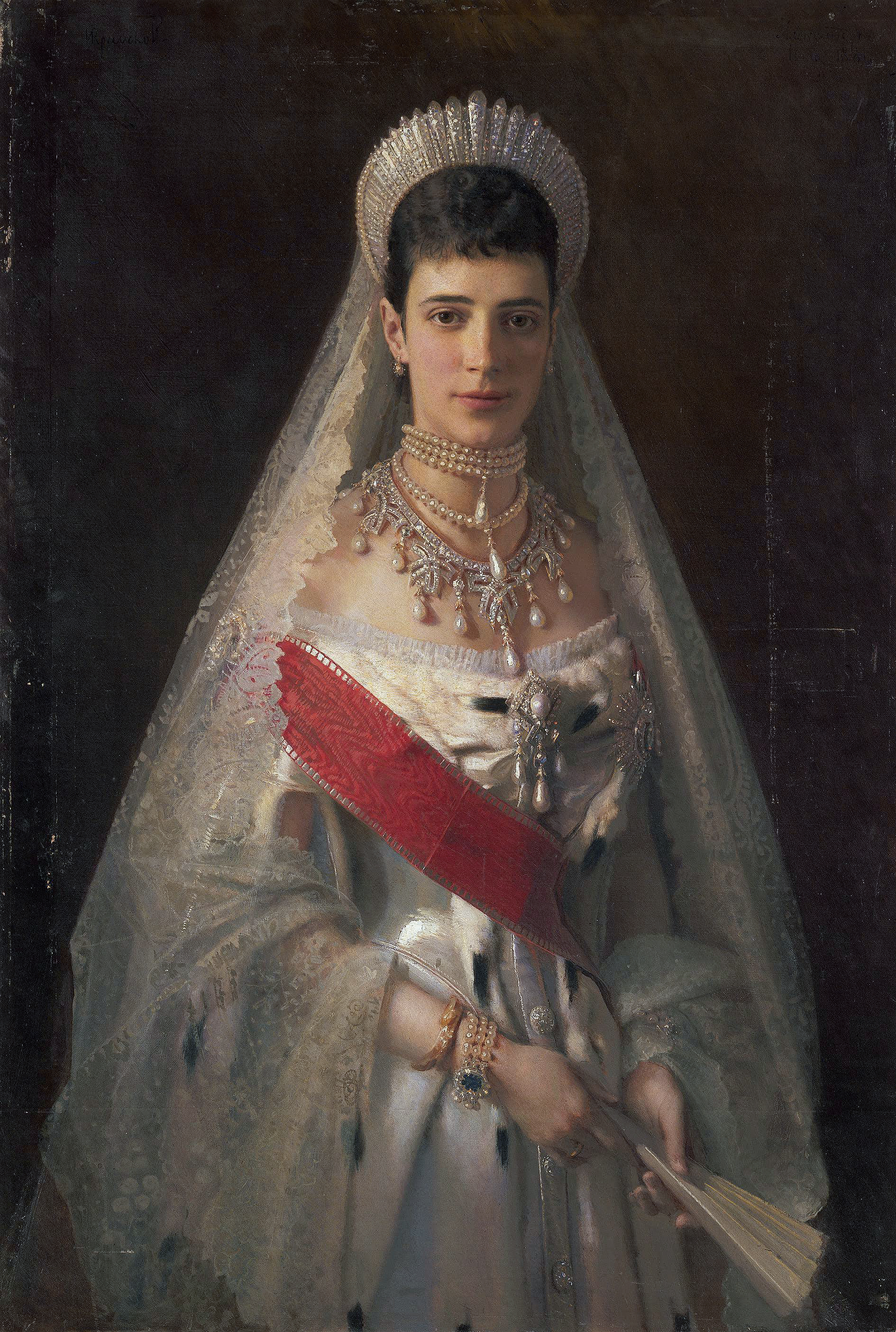
Maria Fiodorowna, 1880
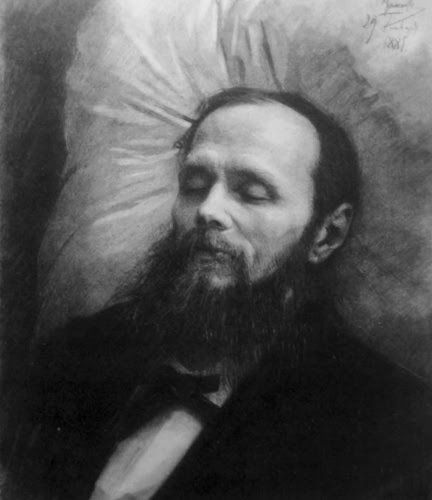
Fiodor Dostojewski na marach, 1881
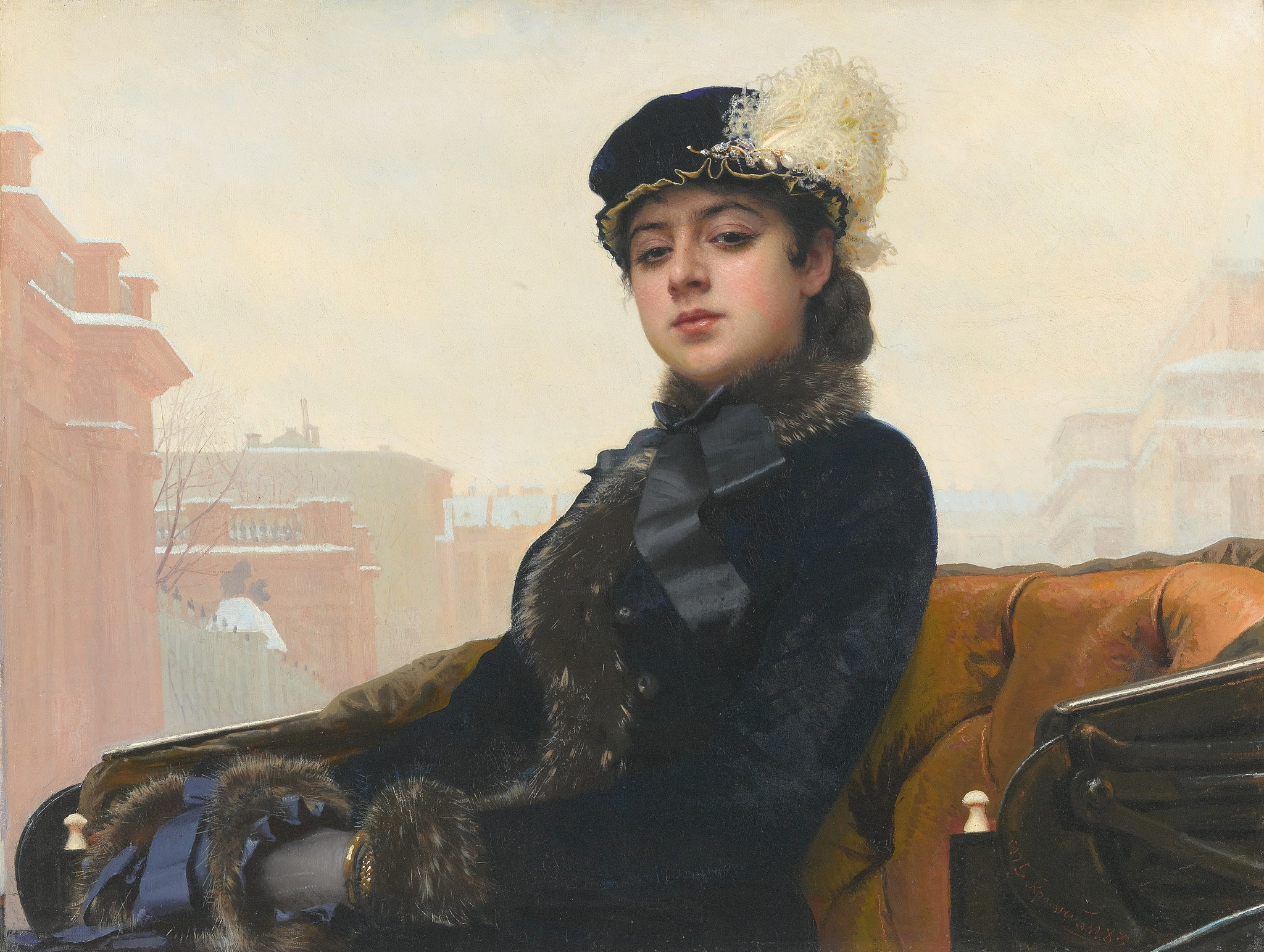
Nieznajoma, 1883
Niepocieszony smutek, 1884
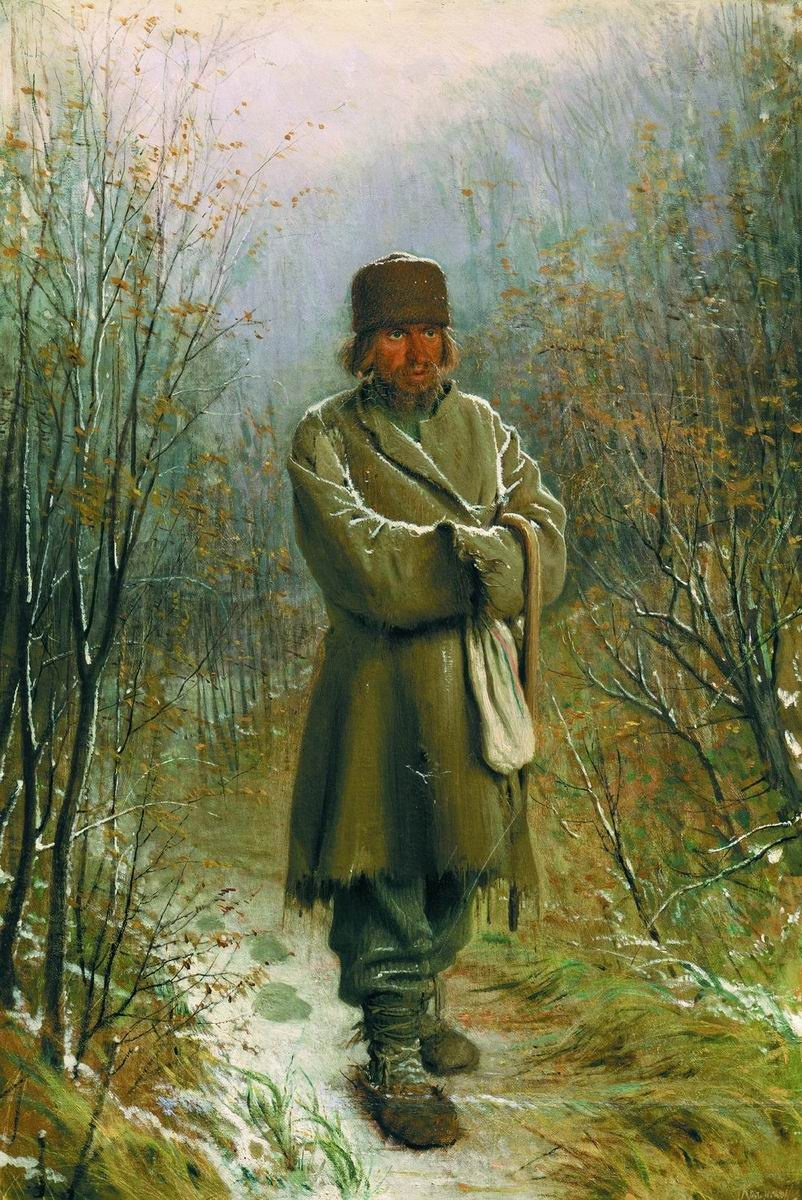
Medytator, 1886
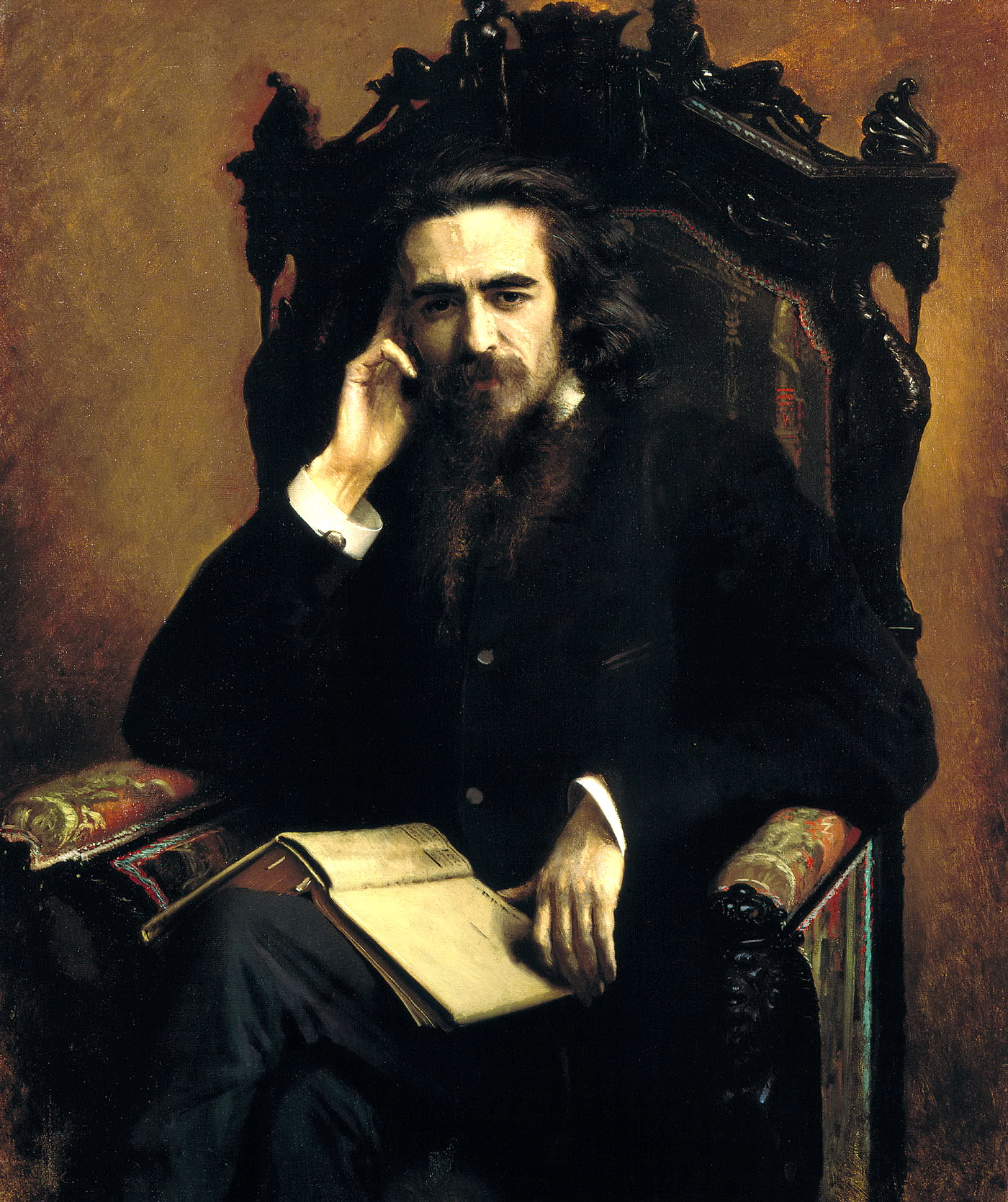
Władimir Sołowjow, 1885
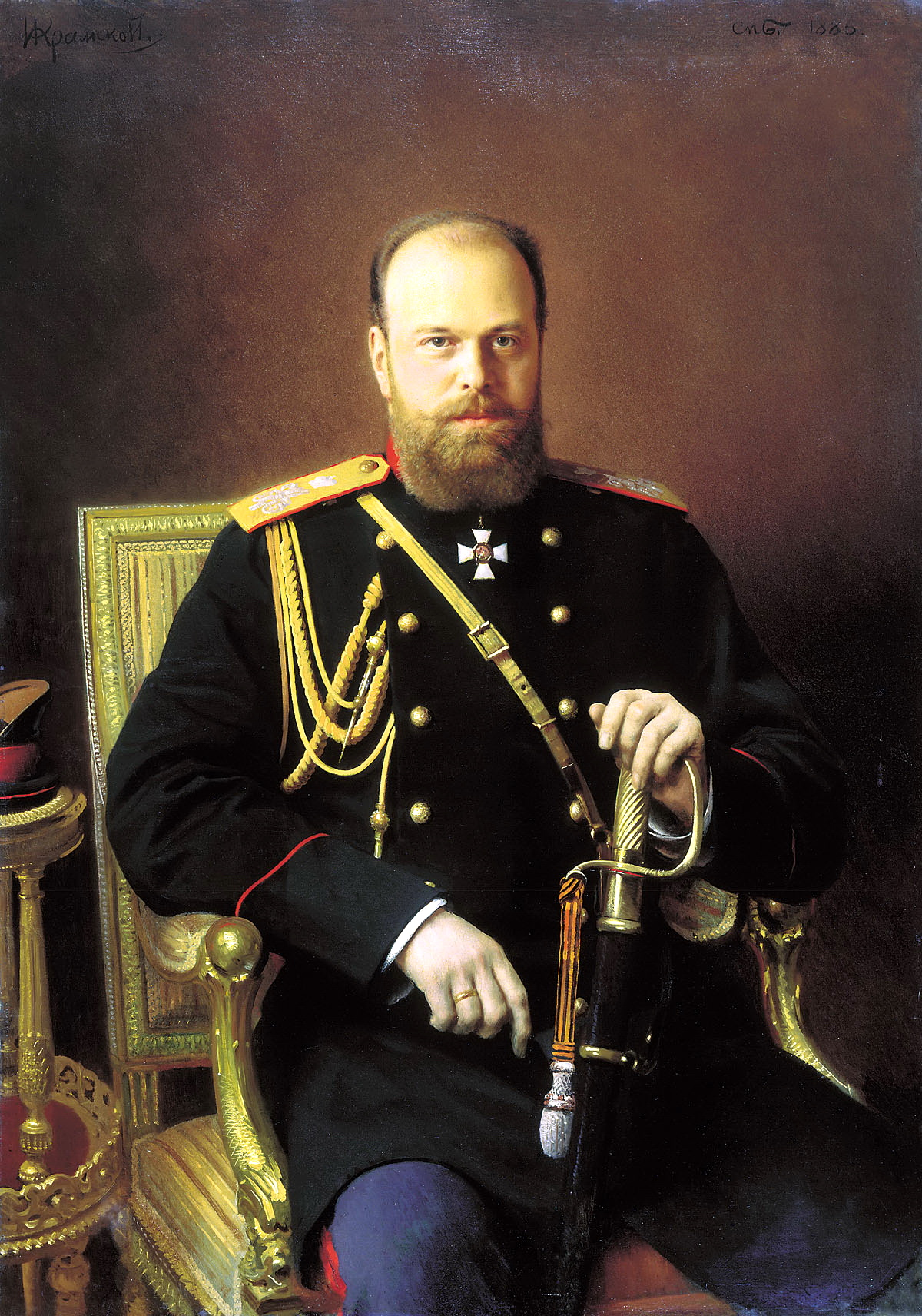
Aleksander III, 1886
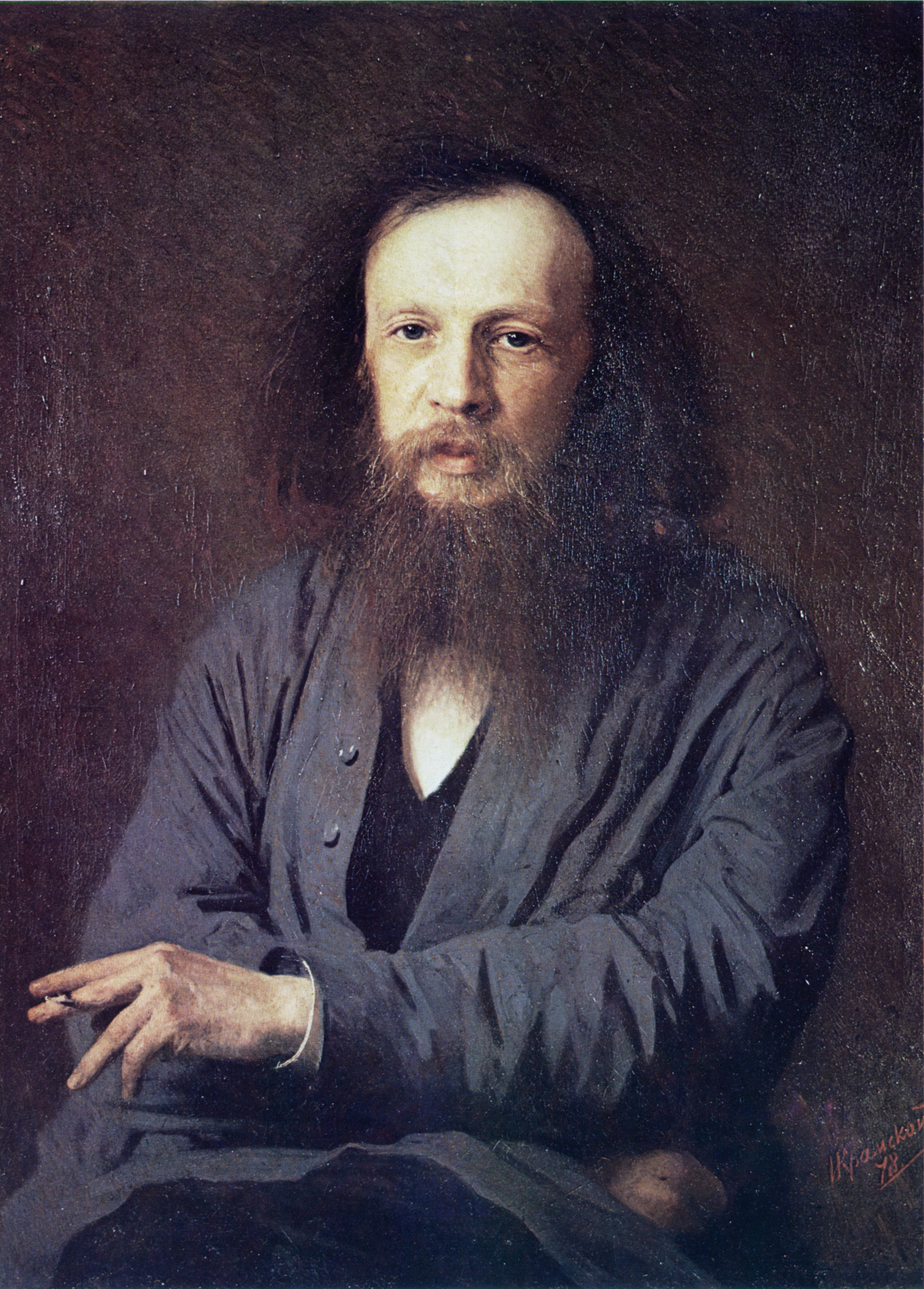
D. I. Mendelejew, 1878
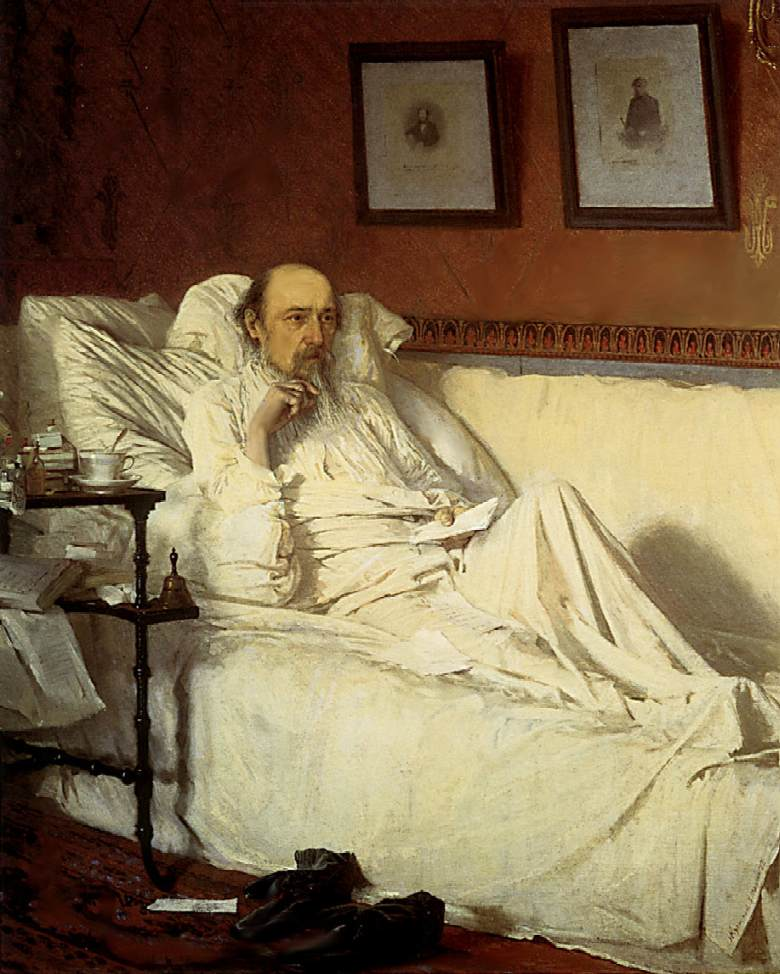
Poeta Nikołaj Niekrasow układa "Ostatnią piosenkę", 1878
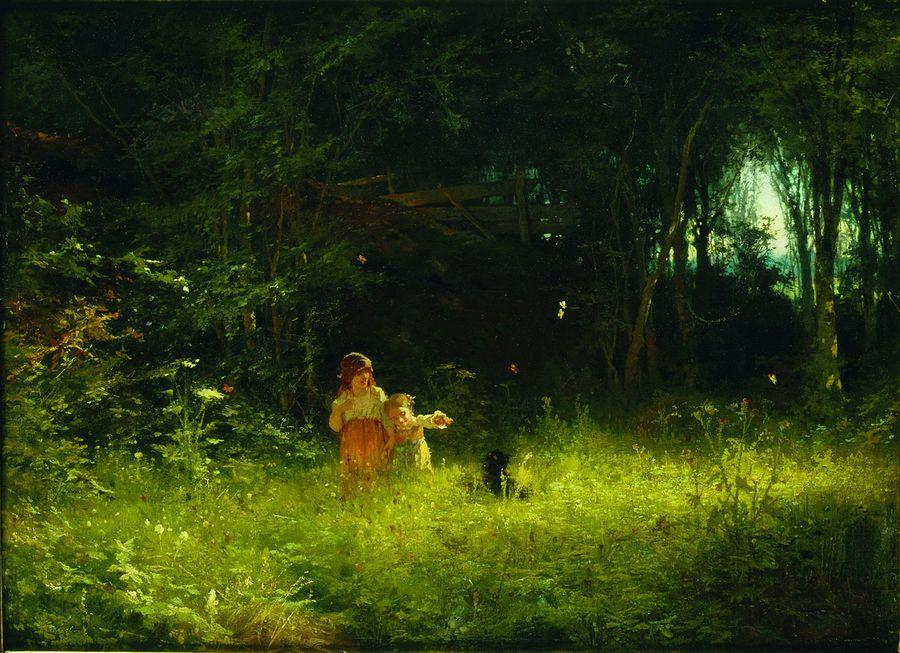
Dzieci w lesie, 1887